# Confederación Argentina de Atletismo
La Confederación Argentina de Atletismo es la institución rectora del atletismo en Argentina. Actualmente su presidente es Daniel Sotto. La organización se encarga de dirigir, regentear, capacitar y delinear el destino del atletismo en Argentina y también registrar los récords argentinos de atletismo.

## Afiliaciones
Esta confederación está afiliada a las siguientes organizaciones internarcionales:
- World Athletics
- Confederación Sudamericana de Atletismo (CONSUDATLE)
- Asociación Panamericana de Atletismo
- Asociación Iberoamericana de Atletismo

## Miembros de CADA
Las siguientes federaciones adhieren a la Confederación Argentina de Atletismo
| Provincia           | Organización                                        | Enlace externo              |
| ------------------- | --------------------------------------------------- | --------------------------- |
| Buenos Aires        | Federación Atlética de la Provincia de Buenos Aires | www.fapba.org               |
| Catamarca           | Federación Catamarqueña de Atletismo                |                             |
| Chaco               | Federación Chaqueña de Atletismo                    |                             |
| Chubut              | Federación de Atletismo del Chubut                  |                             |
| Córdoba             | Federación Atlética Cordobesa                       | www.facordobesa.org.ar      |
| Corrientes          | Federación Correntina de Atletismo                  |                             |
| Entre Ríos          | Federación Atlética de Entre Ríos                   |                             |
| Formosa             | Federación Formoseña de Atletismo                   |                             |
| / Gran Buenos Aires | Federación Atlética Metropolitana                   | www.webfam.com.ar           |
| Jujuy               | Federación Jujeña de Atletismo                      |                             |
| La Pampa            | Federación Atlética Pampeana                        | www.fedatleticapampeana.com |
| La Rioja            | Federación Riojana de Atletismo                     | www.fratletismo.com         |
| Mendoza             | Asociación Mendocina de Atletismo                   | www.ama-mza.com.ar          |
| Misiones            | Federación Misionera de Atletismo                   |                             |
| Neuquén             | Federación Atlética Neuquina                        |                             |
| Río Negro           | Federación Atlética de Río Negro                    |                             |
| Salta               | Federación Atlética Salteña                         | www.atletismosalta.com.ar   |
| San Juan            | Federación Atlética Sanjuanina                      |                             |
| San Luis            | Federación Atlética Sanluiseña                      | www.fas-atletismo.com       |
| Santa Cruz          | Federación Atlética de Santa Cruz                   |                             |
| Santa Fe            | Federación Santafesina de Atletismo                 | www.atletismosantafe.com    |
| Santiago del Estero | Federación Santiagueña De Atletismo                 |                             |
| Tierra del Fuego    | Asociación Atlética de Tierra del Fuego             |                             |
| Tucumán             | Federación Tucumana de Atletismo                    | www.ftatucuman.com.ar       |